# جمهورية مينداناو الفيدرالية

خريطة توضح المناطق المطالب بها من الجمهورية المقترحة باللون الأحمر. تم تمييز باقي أراضي الفلبين باللون الرمادي.

جمهورية مينداناو الفيدرالية هي دولة مقترحة تشمل مينداناو وبالاوان وسولو في الفلبين. كان من المقرر إعلان استقلال الجمهورية في مؤتمر في كاجايان دو آورو في 25 أبريل 1986 من قبل الحركة الديمقراطية الشعبية في مينداناو بقيادة روبن كانوي، لكن الخطط الأصلية لإعلان استقلال الجمهورية المقترحة تم تغييرها لتجنب الاعتقال من قبل إدارة كورازون أكينو، بسبب انتهاك قانون الفتنة. تم التوقيع على دستور مكون من 31 صفحة كخطوة لإعلان نية إعلان دولة فيدرالية مستقلة ورفع علم الدولة المقترحة. مينداناو أرض الوعد والأمن، هو النشيد الوطني المقترح من قبل مؤيدي الدولة المقترحة.